# Gioacchino il Korsuniano
Gioacchino il Korsuniano, o Ioakim Korsunjanin (in russo Иоаким Корсунянин?; ... – 1030), fu il primo vescovo di Novgorod tra il 989 e il 1030. È venerato come santo dalla Chiesa ortodossa russa che lo ricorda il 10 febbraio, giorno dei santi novgorodiani.

## Biografia
Come suggerisce il nome, il vescovo probabilmente proveniva dalla città bizantina di Cherson (Korsun), nella penisola di Crimea. Fu inviato nella Rus' di Kiev attorno al 989 (anche se le fonti differiscono sulla data precisa del suo arrivo a Kiev e, in seguito, a Novgorod). Al suo arrivo nella città di cui divenne vescovo gettò nel fiume Volchov la statua del dio pagano Perun e fondò il monastero Perunskij. Fece costruire la Chiesa dedicata ai santi Anna e Gioacchino e, soprattutto, la Cattedrale di Santa Sofia (in seguito ricostruita in pietra). Dopo la sua morte, avvenuta nel 1030, fu seppellito nella Chiesa dei Santi Anna e Gioacchino, ma nel 1598 le sue reliquie furono trasferite nella Cattedrale. Dopo la sua morte, il suo discepolo Efrem amministrò l'eparchia fino al 1035, anno in cui fu nominato vescovo Luka Židjata.
Sebbene le Cronache di Ioachim siano da molti attribuite al vescovo, è più probabile che esse siano state scritte svariati secoli dopo dal Patriarca di Mosca Gioacchino.